# LAZ AeroLAZ
De LAZ AeroLAZ is een low floor-autobus, geproduceerd door de Oekraïense busbouwer LAZ. De bus rolde in 2004 voor het eerst uit de fabriek en was de eerste bus speciaal voor vliegvelden die geproduceerd werd door LAZ.

## Ontwerp
Op het eerste gezicht lijkt deze bus, in tegenstelling tot andere vliegtuisbussen, op een doodnormale bus. Echter heeft deze bus deuren aan twee zijden in plaats van aan een zijde.

## Inzet
De meeste exemplaren werden verkocht aan verschillende vliegvelden in Oekraïne. Op de luchthaven Kiev Boryspil zijn ongeveer tien bussen actief.

## Vergelijkbare producten
- Contrac Cobus COBUS
- King Long XMQ 6139B
- MAZ-171
- Neoplan Airliner
- Youngman JNP6140